# Podi dei XX Giochi olimpici invernali
Le giornate dei XX Giochi olimpici invernali, che si sono svolti a Torino dal 10 al 26 febbraio 2006, sono state scandite dall'assegnazione delle medaglie nei vari eventi delle 15 discipline del programma.
Di seguito sono riportati i podi giorno per giorno come da calendario. Per le discipline con due e più atleti (dal pattinaggio di figura all'hockey su ghiaccio) si parla di squadra e la medaglia va assegnata alla nazione.

## Riepilogo

### 1ª giornata (11 febbraio)
| Disciplina              | Evento                     | Oro           | Argento              | Bronzo           |
| Biathlon                | 20 km individuale maschile | Michael Greis | Ole Einar Bjørndalen | Halvard Hanevold |
| Combinata nordica       | Individuale maschile       | Georg Hettich | Felix Gottwald       | Magnus Moan      |
| Freestyle               | Gobbe femminile            | Jennifer Heil | Kari Traa            | Sandra Laoura    |
| Pattinaggio di velocità | 5000 m maschile            | Chad Hedrick  | Sven Kramer          | Enrico Fabris    |

### 2ª giornata (12 febbraio)
| Disciplina              | Evento                      | Oro                  | Argento             | Bronzo                |
| Pattinaggio di velocità | 3000 m femminile            | Ireen Wüst           | Renate Groenewold   | Cindy Klassen         |
| Salto con gli sci       | Trampolino normale maschile | Lars Bystøl          | Matti Hautamäki     | Roar Ljøkelsøy        |
| Sci alpino              | Discesa libera maschile     | Antoine Dénériaz     | Michael Walchhofer  | Bruno Kernen          |
| Sci di fondo            | Inseguimento femminile      | Kristina Šmigun-Vähi | Kateřina Neumannová | Evgenija Medvedeva    |
| Sci di fondo            | Inseguimento maschile       | Evgenij Dement'ev    | Frode Estil         | Pietro Piller Cottrer |
| Short track             | 1500 m maschile             | Ahn Hyun-Soo         | Lee Ho-Suk          | Jiajun Li             |
| Slittino                | Singolo maschile            | Armin Zöggeler       | Al'bert Demčenko    | Mārtiņš Rubenis       |
| Snowboard               | Halfpipe maschile           | Shaun White          | Daniel Kass         | Markku Koski          |

### 3ª giornata (13 febbraio)
| Disciplina              | Evento                      | Oro                 | Argento           | Bronzo           |
| Biathlon                | 15 km individuale femminile | Svetlana Išmuratova | Martina Beck      | Al'bina Achatova |
| Pattinaggio di figura   | Coppie                      | Russia              | Cina              | Cina             |
| Pattinaggio di velocità | 500 m maschile              | Joey Cheek          | Dimitri Dorofeyev | Kang Seok Lee    |
| Snowboard               | Halfpipe femminile          | Hannah Teter        | Gretchen Bleiler  | Kjersti Buaas    |

### 4ª giornata (14 febbraio)
| Disciplina              | Evento                     | Oro              | Argento          | Bronzo             |
| Biathlon                | 10 km sprint maschile      | Sven Fischer     | Halvard Hanevold | Frode Andresen     |
| Pattinaggio di velocità | 500 m femminile            | Svetlana Zhurova | Manli Wang       | Hui Ren            |
| Sci alpino              | Combinata maschile         | Ted Ligety       | Ivica Kostelić   | Rainer Schönfelder |
| Sci di fondo            | Sprint a squadre maschile  | Svezia           | Norvegia         | Russia             |
| Sci di fondo            | Sprint a squadre femminile | Svezia           | Canada           | Finlandia          |
| Slittino                | Singolo femminile          | Sylke Otto       | Silke Kraushaar  | Tatjana Hüfner     |

### 5ª giornata (15 febbraio)
| Disciplina  | Evento                   | Oro                            | Argento                           | Bronzo                                    |
| Freestyle   | Gobbe maschile           | Dale Begg-Smith                | Mikko Ronkainen                   | Toby Dawson                               |
| Sci alpino  | Discesa libera femminile | Michaela Dorfmeister           | Martina Schild                    | Anja Pärson                               |
| Short track | 500 m femminile          | Wang Meng                      | Evgenija Radanova                 | Anouk Leblanc-Boucher                     |
| Slittino    | Doppio                   | Andreas Linger Wolfgang Linger | André Florschütz Torsten Wustlich | Gerhard Plankensteiner Oswald Haselrieder |

### 6ª giornata (16 febbraio)
| Disciplina              | Evento                           | Oro                     | Argento             | Bronzo                         |
| Biathlon                | 7,5 km sprint femminile          | Florence Baverel-Robert | Anna Carin Olofsson | Lilija Efremova                |
| Combinata nordica       | Gara a squadre maschile          | Austria                 | Germania            | Finlandia                      |
| Pattinaggio di figura   | Individuale maschile             | Evgenij Pljuščenko      | Stéphane Lambiel    | Jeffrey Buttle                 |
| Pattinaggio di velocità | Inseguimento a squadre femminile | Germania                | Canada              | Russia                         |
| Pattinaggio di velocità | Inseguimento a squadre maschile  | Italia                  | Canada              | Paesi Bassi                    |
| Sci di fondo            | 10 km femminile                  | Kristina Šmigun-Vähi    | Marit Bjørgen       | Hilde Gjermundshaug Pedersen   |
| Skeleton                | Singolo femminile                | Maya Pedersen           | Shelley Rudman      | Mellisa Hollingsworth-Richards |
| Snowboard               | Snowboard cross maschile         | Seth Wescott            | Radoslav Židek      | Paul-Henri Delerue             |

### 7ª giornata (17 febbraio)
| Disciplina   | Evento                    | Oro             | Argento            | Bronzo            |
| Sci di fondo | 15 km maschile            | Andrus Veerpalu | Lukáš Bauer        | Tobias Angerer    |
| Skeleton     | Singolo maschile          | Duff Gibson     | Jeff Pain          | Gregor Stähli     |
| Snowboard    | Snowboard cross femminile | Tanja Frieden   | Lindsey Jacobellis | Dominique Maltais |

### 8ª giornata (18 febbraio)
| Disciplina              | Evento                        | Oro                 | Argento              | Bronzo           |
| Biathlon                | 10 km inseguimento femminile  | Kati Wilhelm        | Martina Beck         | Al'bina Achatova |
| Biathlon                | 12,5 km inseguimento maschile | Vincent Defrasne    | Ole Einar Bjørndalen | Sven Fischer     |
| Pattinaggio di velocità | 1000 m maschile               | Shani Davis         | Joey Cheek           | Erben Wennemars  |
| Salto con gli sci       | Trampolino lungo maschile     | Thomas Morgenstern  | Andreas Kofler       | Lars Bystøl      |
| Sci alpino              | Combinata femminile           | Janica Kostelić     | Marlies Schild       | Anja Pärson      |
| Sci alpino              | Supergigante maschile         | Kjetil André Aamodt | Hermann Maier        | Ambrosi Hoffmann |
| Sci di fondo            | Staffetta femminile           | Russia              | Germania             | Italia           |
| Short track             | 1500 m femminile              | Jin Sun-Yu          | Choi Eun-Kyung       | Wang Meng        |
| Short track             | 1000 m maschile               | Ahn Hyun-Soo        | Lee Ho-Suk           | Apolo Anton Ohno |

### 9ª giornata (19 febbraio)
| Disciplina              | Evento             | Oro             | Argento       | Bronzo          |
| Bob                     | Bob a due maschile | Germania        | Canada        | Svizzera        |
| Pattinaggio di velocità | 1000 m femminile   | Marianne Timmer | Cindy Klassen | Anni Friesinger |
| Sci di fondo            | Staffetta maschile | Italia          | Germania      | Svezia          |

### 10ª giornata (20 febbraio)
| Disciplina            | Evento                  | Oro                  | Argento         | Bronzo                |
| Hockey su ghiaccio    | Torneo femminile        | Canada               | Svezia          | Stati Uniti           |
| Pattinaggio di figura | Danza su ghiaccio       | Russia               | Stati Uniti     | Ucraina               |
| Salto con gli sci     | Gara a squadre maschile | Austria              | Finlandia       | Norvegia              |
| Sci alpino            | Slalom gigante maschile | Benjamin Raich       | Joël Chenal     | Hermann Maier         |
| Sci alpino            | Supergigante femminile  | Michaela Dorfmeister | Janica Kostelić | Alexandra Meissnitzer |

### 11ª giornata (21 febbraio)
| Disciplina              | Evento                      | Oro            | Argento     | Bronzo        |
| Biathlon                | Staffetta 4x7,5 km maschile | Germania       | Russia      | Francia       |
| Bob                     | Bob a due femminile         | Germania       | Stati Uniti | Italia        |
| Combinata nordica       | Sprint maschile             | Felix Gottwald | Magnus Moan | Georg Hettich |
| Pattinaggio di velocità | 1500 m maschile             | Enrico Fabris  | Shani Davis | Chad Hedrick  |

### 12ª giornata (22 febbraio)
| Disciplina              | Evento                            | Oro              | Argento         | Bronzo              |
| Freestyle               | Salti femminile                   | Evelyne Leu      | Nina Li         | Alisa Camplin       |
| Pattinaggio di velocità | 1500 m femminile                  | Cindy Klassen    | Kristina Groves | Ireen Wüst          |
| Sci alpino              | Slalom speciale femminile         | Anja Pärson      | Nicole Hosp     | Marlies Schild      |
| Sci di fondo            | Sprint femminile                  | Chandra Crawford | Claudia Nystad  | Alëna Sid'ko        |
| Sci di fondo            | Sprint maschile                   | Björn Lind       | Roddy Darragon  | Thobias Fredriksson |
| Short track             | 3000 m staffetta femminile        | Corea del Sud    | Canada          | Italia              |
| Snowboard               | Slalom gigante parallelo maschile | Philipp Schoch   | Simon Schoch    | Siegfried Grabner   |

### 13ª giornata (23 febbraio)
| Disciplina            | Evento                             | Oro             | Argento            | Bronzo           |
| Biathlon              | Staffetta 4x6 km femminile         | Russia          | Germania           | Francia          |
| Curling               | Torneo femminile                   | Svezia          | Svizzera           | Canada           |
| Freestyle             | Salti maschile                     | Xiaopeng Han    | Dzmitryj Daščynski | Vladimir Lebedev |
| Pattinaggio di figura | Individuale femminile              | Shizuka Arakawa | Sasha Cohen        | Irina Sluckaja   |
| Snowboard             | Slalom gigante parallelo femminile | Daniela Meuli   | Amelie Kober       | Rosey Fletcher   |

### 14ª giornata (24 febbraio)
| Disciplina              | Evento                   | Oro                 | Argento          | Bronzo            |
| Curling                 | Torneo maschile          | Canada              | Finlandia        | Stati Uniti       |
| Pattinaggio di velocità | 10000 m maschile         | Bob de Jong         | Chad Hedrick     | Carl Verheijen    |
| Sci alpino              | Slalom gigante femminile | Julia Mancuso       | Tanja Poutiainen | Anna Ottosson     |
| Sci di fondo            | 30 km femminile          | Kateřina Neumannová | Julija Čepalova  | Justyna Kowalczyk |

### 15ª giornata (25 febbraio)
| Disciplina              | Evento                              | Oro                 | Argento                 | Bronzo               |
| Biathlon                | 12,5 km partenza in linea femminile | Anna Carin Olofsson | Kati Wilhelm            | Uschi Disl           |
| Biathlon                | 15 km partenza in linea maschile    | Michael Greis       | Tomasz Sikora           | Ole Einar Bjørndalen |
| Bob                     | Bob a quattro maschile              | Germania            | Russia                  | Svizzera             |
| Pattinaggio di velocità | 5000 m femminile                    | Clara Hughes        | Claudia Pechstein       | Cindy Klassen        |
| Sci alpino              | Slalom speciale maschile            | Benjamin Raich      | Reinfried Herbst        | Rainer Schönfelder   |
| Short track             | 1000 m femminile                    | Jin Sun-Yu          | Wang Meng               | Yang Yang (A)        |
| Short track             | 500 m maschile                      | Apolo Anton Ohno    | François-Louis Tremblay | Ahn Hyun-Soo         |
| Short track             | 5000 m staffetta maschile           | Corea del Sud       | Canada                  | Stati Uniti          |

### 16ª giornata (26 febbraio)
| Disciplina         | Evento          | Oro              | Argento           | Bronzo           |
| Hockey su ghiaccio | Torneo maschile | Svezia           | Finlandia         | Rep. Ceca        |
| Sci di fondo       | 50 km maschile  | Giorgio Di Centa | Evgenij Dement'ev | Michail Botvinov |